# Johan Andreas Murray

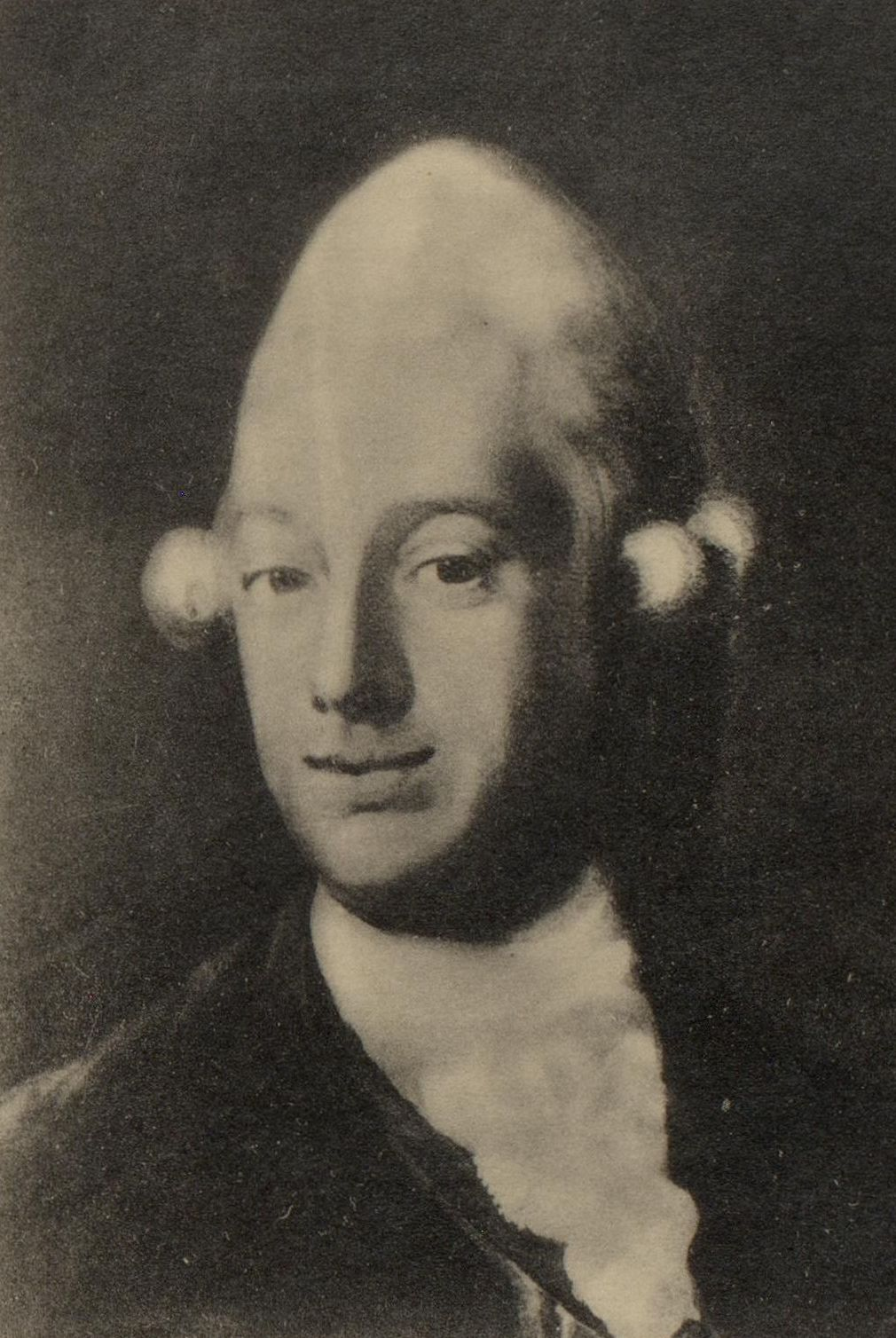
Johan Andreas Murray

Johan Andreas Murray, auch Johan Anders, (* 27. Januar 1740 in Stockholm; † 22. Mai 1791 in Göttingen) war ein Botaniker und Mediziner, der als einer der Begründer der modernen Pharmakologie gilt. Sein offizielles botanisches Autorenkürzel lautet „Murray“.

## Leben und Wirken
Murray war der älteste der drei Söhne von Andreas Murray (1695–1771) und dessen zweiter Frau Johanna Christina Golitz (1712–1800). Gustaf Murray (1747–1825) und Adolph Murray (1751–1803) waren seine Brüder. Sein Halbbruder Johann Philipp Murray (1726–1776) entstammte der ersten Ehe mit Leva Catharina Stricker (1703–1731).
Seine erste Ausbildung erhielt Murray an der Deutschen Schule von Stockholm, die mit privaten Unterricht durch August Ludwig Schlözer ergänzt wurde.  1756 begann er an der Universität Uppsala zu studieren. Murray besuchte die Vorlesungen von Johan Gottschalk Wallerius über Pharmazie, Mineralogie und Chemie, die der Anatomie von Samuel Aurivillius (1721–1767) und hörte bei Carl von Linné die Vorlesungen über Botanik, Naturgeschichte und Pharmazie. Nils Rosén von Rosenstein gehörte ebenfalls zu seinen Lehrern. 1756 veröffentlichte er mit Enumeratio vocabulorum quorundam ein kurze Schrift über botanische Begriffe bei antiken Autoren. 1759 bereiste Murray Mittelschweden und hielt sich in Kopenhagen auf.
Im folgenden Jahr wechselte er auf die Universität Göttingen, wo sein Halbbruder Johann Philipp Professor der Eloquenz und Geschichte war. Am 21. April 1763 wurde Murray die Lehrberechtigung (Venia legendi) für Botanik an der Universität Göttingen erteilt. Im gleichen Jahr wurde Murray mit der Arbeit Fata variolarum insitionis in Suecia über die Ergebnisse der Pockeninokulation in Schweden promoviert. Am 21. April 1764 folgte die Berufung zum außerordentlichen Professor der medizinischen Fakultät. Anlässlich seiner Berufung veröffentlichte Murray eine Schrift über die Verwendung und den Nutzen der Blätter der Echten Bärentraube (Arctostaphylos uva-ursi, Syn.: Arbutus uva-ursi).
1764 veröffentlichte Murray eine deutsche Übersetzung des dritten Bandes von Pehr Kalms En resa till Norra Amerika. Die ersten beiden Bände hatte sein Halbbruder Johann Philipp ins Deutsche übersetzt. 1765 erhielt Murray einen Ruf an die Universität Altdorf, dem er jedoch nicht folgte. 1766 erschien unter dem Titel Anweisung zur Kenntniß und Cur der Kinderkrankheiten Murrays Übersetzung von Rosén von Rosensteins Underrättelse om barns sjukdomar och deras bote-medel (1764) über Kinderkrankheiten. Er ergänzte den schwedischen Originaltext um zahlreiche, teils umfangreiche Anmerkungen. Rosén von Rosenstein übernahm 1771 viele davon in seine erweiterte neue Auflage. Murrays Übersetzung diente als Vorlage für die beiden niederländischen (1768 und 1779) und die ungarische Ausgabe (1794).
Als Murray am 12. April 1769 zum ordentlichen Professor der Weltweisheit ernannt wurde, dauerte es zehn Tage bis entschieden war, dass diese Professur zur medizinischen Fakultät gehört. In seiner Funktion als Professor der Medizin und Botanik übernahm er die Aufsicht über den Botanischen Garten. Linné, mit dem Murray bis 1776 in Briefkontakt stand, beglückwünschte ihn zu seiner neuen Position.
Bereits 1770 hatte Murray die Absicht nach Schweden zu reisen, konnte aber das Vorhaben nicht verwirklichen. Im August 1771 bat er die Universität erneut um eine Reisegenehmigung. Im Oktober war Murray in Stockholm. Er besuchte Linné in Uppsala, für den dies das erste Zusammentreffen mit einem Professor der Botanik war. Bei dieser Gelegenheit erhielt Murray das Manuskript des botanischen Teils der neuen Auflage von Systema Naturae, für den Linne noch keinen Verleger gefunden hatte. Er sah sich für Linné in Deutschland nach einem Verleger um, den er schließlich in Johann Christian Dieterich fand. Systema vegetabilum, in der 13. Auflage, erschien 1774. Murray fungierte als Herausgeber und verfasste das Vorwort. Zehn Jahre später folgte die 14. Auflage. Während seines Aufenthaltes in Schweden hielt Murray am 4. März 1772 vor der Königlich Schwedische Akademie der Wissenschaften in Stockholm in Gegenwart von Gustavs III. eine Vorlesung auf Schwedisch über die „Unzuverlässigkeit der Erfahrungen und Feststellungen von Tierversuchen bei Anwendung auf den Menschen“.
Nach seiner Rückkehr heiratete er am 15. April 1772 Eleonora Margaretha Conradi (1749–1827). Von 1774 bis 1780 gab Murray drei Bände der Medicinisch-practische Bibliothek heraus.
Ab 1776 erschien sein Hauptwerk, die pharmakologisch-pharmakognostische Schrift Apparatus medicaminum (Arzneyvorrath). Dessen sechster Band wurde nach seinem Tode von seinem Schüler Ludwig Christoph Althof (1758–1832) herausgegeben. In Form eine Handbuchs dokumentiert es frühere und zeitgenössische Literatur über pflanzliche Arzneimittel.
1783, nach dem frühen Tod von Linnés Sohn, bot man Murray den vakanten Lehrstuhl an der Universität Uppsala an. Murray konnte eine Gehaltserhöhung, die ihm 1779 noch verwehrt wurde, durchsetzen und blieb in Göttingen. Nachfolger in Uppsala wurde Carl Peter Thunberg.

## Familie
Sein in der Gegend von Memel geborener, schottisch-stämmiger Vater war Andreas Murray (1695–1771), ein Theologe und Priester dessen Vater John (1665–1721) vermutlich aus religiösen Gründen nach Preußen floh. In dem 1810 erstellten schwedischen Adelsbrief von Murrays Bruder Gustaf, dem Bischof von Västerås (1811–1825), wurde die Abstammung der Familie aus dem uradeligen Hause Atholl vermerkt.

## Ehrungen
1780 wurde Murray Ritter des Wasaordens und 1782 Hofrat.
Murray war ab 1770 außerordentliches, ab 1776 ordentliches Mitglied der Göttinger Akademie der Wissenschaften. 1768 wurde er ausländisches Mitglied der Königlich Schwedische Akademie der Wissenschaften. 1791 wurde er in die American Philosophical Society gewählt.
Nach Murray wurde die Pflanzengattung Murraya (J.Koenig ex L., 1771, nom. et orth. cons.) aus der Familie der Rautengewächse (Rutaceae) benannt. Die Art Cassida murraea Linnaeus, 1767 aus der Familie der Blattkäfer (Chrysomelidae) wurde ebenfalls nach ihm benannt.

## Schriften (Auswahl)
Bücher
- Enumeratio vocabulorum quorundam, quibus antiqui linguae latinae auctores iure herbaria usi sunt. Stockholm 1756 (Digitalisat).
- Commentatio de Arbulo Uva Ursi jungitur invitatio ad orationem qua munus professoris medici indulgentissime sibi extra ordinem concessum sollemniter d. xxxi decembr. mdcclxiiii. Pockwitz & Barmeier, Göttingen [1764] (Digitalisat)
  - Commentatio de Arbuto Uva Ursi exhibens Descriptionem eius botanicam, Analysin chemicam, eiusque in Medicina et Oeconomia varium Usum. Pockwitz & Barmeier, Göttingen 1765 (Digitalisat).
- Fata variolarum insitionis in Suecia. Pockwitz & Barmeier, Göttingen [1763] (Digitalisat, Digitalisat) – Promotion.
  - 2., erweiterte Auflage: Historia insitionis variolarum in Suecia ad novissimum tempus protracta. Göttingen 1767 (Digitalisat).
- De vermibus in lepra obviis iuncta leprosi historia et de lumbricorum setis observationes. Dieterich, Göttingen 1769 (Digitalisat).
- Prodromus designationis stirpium gottingensium cum figuris aeneis. Dieterich, Göttingen 1770 (Digitalisat).
- Tal om de på djur anstäldte röns och försöks opålitelig-het vid tillämpningen på människans kropp […] den 4. Martii, år 1772. Lars Salvius, Stockholm 1772 (Digitalisat).
- Enumeratio librorum praecipuorum medici argumenti. Weygand, Leipzig 1773 (Digitalisat).
  - Erweiterte Ausgabe: Winter, Aurich 1792 (Digitalisat) – durch Friedrich Wilhelm von Halem.
- Apparatus medicaminum tam simplicium quam praeparatorum et compositorum in praxeos adiumentum consideratus. 6 Bände, Dieterich, Göttingen 1776–1792 (Band 1, Band 2, Band 3, Band 4, Band 5, Band 6).
  - Arzneyvorrath oder Anleitung zur praktischen Kenntniß der einfachen, zubereiteten und gemischten Heilmittel. 6 Bände, Braunschweig 1782–1792 (Band 1, Band 2, Band 3, Band 4, Band 5, Band 6) – übersetzt von Ludwig Christian Seger.
- Vindiciae nominum trivialium stirpibus a Linneo equ. impertitorum. 2 Teile, Dieterich, Göttingen 1782 (Teil 1, Teil 2).
- Index plantarum, quae continentur in Linnaeani systematis editione novissima decima quarta. Wappler, Wien 1785 (Digitalisat) – zusammengestellt von Nikolaus Joseph von Jacquin.
- Opuscula in quibus commentationes varias tarn medicas quam ad rem naturalem spectantes retractavit emendavit auxit. 2 Bände, Dieterich, Göttingen 1785–1786 (Band 1, Band 2) darin:
  - De materia arthritica ad verenda aberrante disquisitio.
    - Abhandlung über den gichtischen Tripper. Dieterich, Göttingen 1794 (Digitalisat).

Als Herausgeber
- Medicinisch-practische Bibliothek, worin Nachrichten von den neuesten zur Ausübung der Heilkunde gehörigen Schriften und Vorfällen geliefert werden. Dieterich, Göttingen 1774–1780 (Band 1, Band 2, Band 3).
- Systema vegetabilium:
  - Systema vegetabilium […] Editio decima tertia. Dieterich, Göttingen / Gotha 1774 (Digitalisat).
  - Systema vegetabilium […] Editio decima quarta. Dieterich, Göttingen 1784 (Digitalisat).
    - Des Ritters Carl von Linné Pflanzensystem nach seinen Klassen, Ordnungen, Gattungen und Arten mit den Erkennungs- und Unterscheidungszeichen. Kraus, Wien 1786 (Band 1, Band 2) – nicht autorisierte Übersetzung durch Xaver Joseph Lippert.

Als Übersetzer
- Des Herren Peter Kalms […] Beschreibung der Reise die er nach dem nördlichen Amerika auf den Befehl gedachter Akademie und öffentliche Kosten unternommen hat. Band 3, Göttingen 1764 (Digitalisat).
- David Schulz von Schulzenheim: Unterricht von der Einpfropfung der Pocken. Göttingen / Gotha 1769 (Digitalisat).
- Nils Rosén von Rosenstein: Anweisung zur Kenntniß und Cur der Kinderkrankheiten.
  - 1. Auflage. Dieterich, Gotha / Göttingen 1766 (Digitalisat).
  - 2. vermehrte und verbesserte Auflage. Dieterich, Göttingen 1768 (Digitalisat).
  - 3. vermehrte und verbesserte Auflage. Dieterich. Göttingen 1774 (Digitalisat).
  - 4. vermehrte und verbesserte Auflage. Dieterich, Göttingen 1781 (Digitalisat).
  - 5. vermehrte und verbesserte Auflage. Dieterich, Göttingen 1785 (Digitalisat).
  - 6. Auflage. Dieterich, Göttingen 1798 (Digitalisat) – mit Anmerkungen von Justus Christian Loder und Wilhelm Heinrich Sebastian Bucholz.
- Olof Acrel: Chirurgische Vorfälle in dem Königl. Lazaret und ausserhalb demselben angemerkt. 2 Bände, Dieterich, Göttingen 1777 (Band 1, Band 2).
- Nils Rosén von Rosenstein: Haus- und Reise-Apothek. Weidemanns Erben und Reich, Leipzig 1781 (Digitalisat) – nach der 2. schwedischen Auflage.

Zeitschriftenbeiträge
- Von Schober’s Nitraria. In: Hannoverisches Magazin. Band 7, 1769, Sp. 1026–1040 (Digitalisat).
- Beskrifning på en rar Ört, Aletris Capensis. In: Kongl. Vetenskaps Academiens handlingar för år 1770. Band 31, Stockholm 1770, S. 226–235 (Digitalisat).
- Commentatio naturam foliorum de arboribus cadentium expendens. In: Novi commentarii Societatis Regiae Scientiarum Gottingensis. Band 2, Göttingen / Gotha 1772, S. 27–53 (Digitalisat).
- Verbesserte Einrichtung des botanischen Gartens in Upsal. In: Magazin für die Botanik. Band 1, 2. Stück, 1787, S. 3–8 (Digitalisat).